# Glaciología

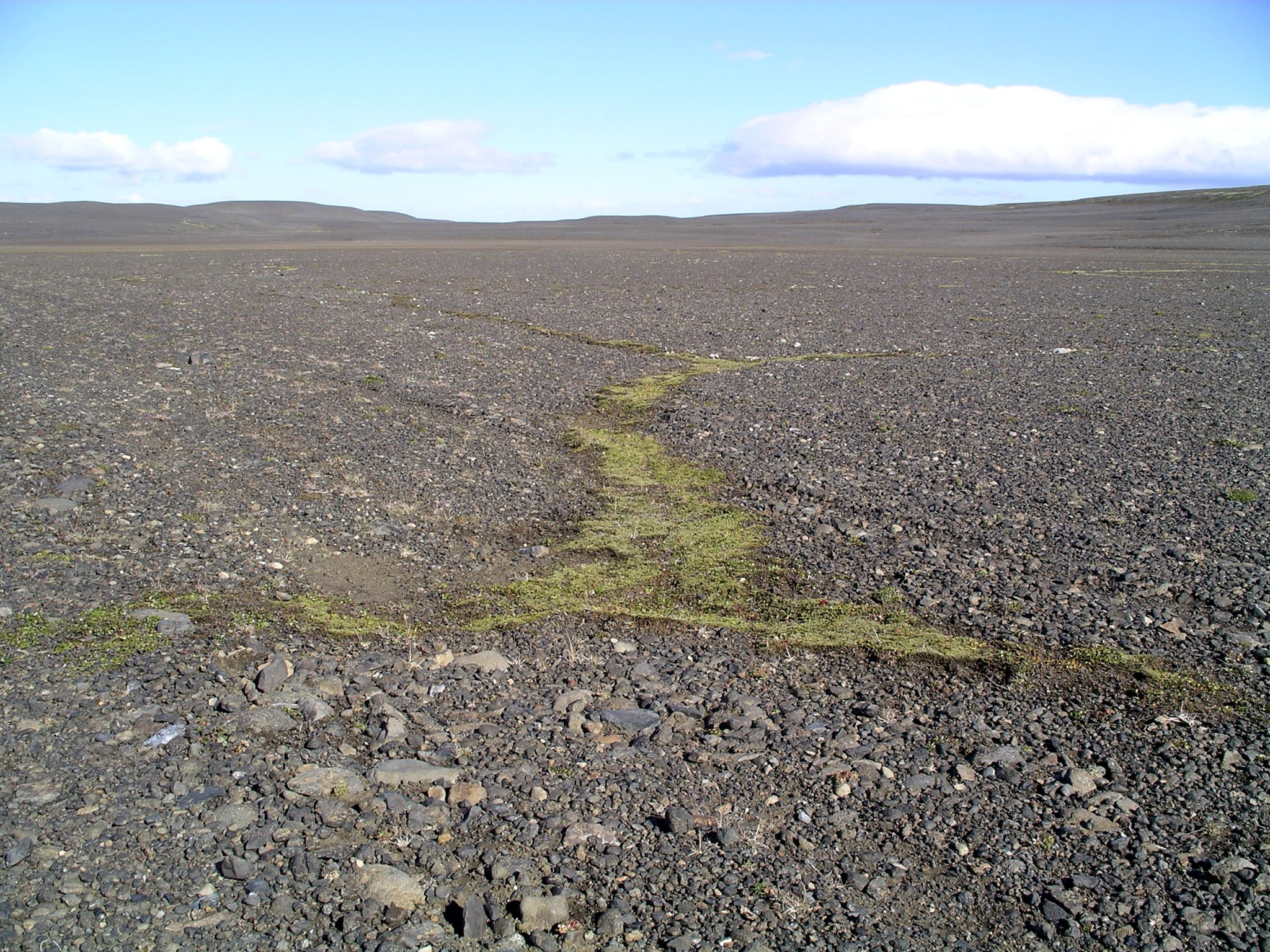
Cuña de hielo en Islandia, desierto de Sprengisandur.

La glaciología es una rama de la geografía física, y por tanto de las ciencias de la Tierra, preocupada de los múltiples fenómenos actuales y pasados, relacionados con la extensión, distribución, causas, características, procesos, dinámicas, clasificaciones e implicancias del agua en estado sólido, en todas las manifestaciones que puede presentarse en la naturaleza (glaciares, hielo, nieve, granizo, neviza, etc).

## Descripción
Esto incluye desde los mantos de hielo de la Antártida y Groenlandia hasta la escarcha y el granizo, pasando por los glaciares de montaña, la nieve, el hielo marino, el hielo lacustre y el hielo fluvial. Por otro lado el estudio del suelo permanentemente congelado o permafrost, es campo de estudio de la geocriología.

## Historia

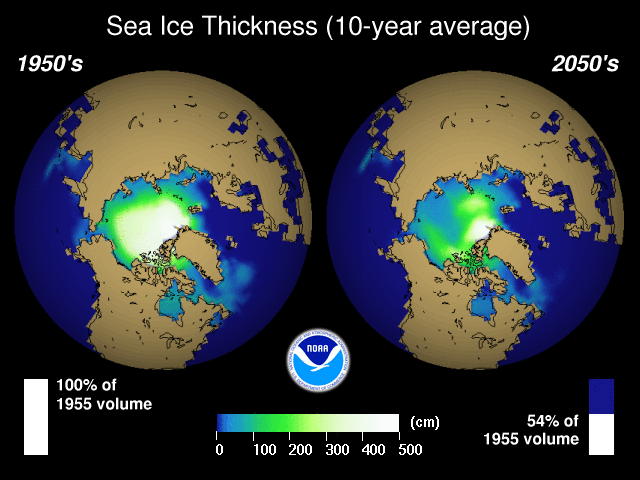
Ártico espesor del hielo, 1950/2050.

El interés humano por la nieve, el hielo y los glaciares se remonta muy atrás en el tiempo. Tal es así que es posible encontrar referencias a glaciares en sagas islándicas y otros relatos antiguos. La primera información sobre los glaciares alpinos se encuentra en la "Cosmografía" de Sebastian Münster de 1544, mientras que los glaciares del Cáucaso se mencionan en 1745 en "La vida de Georgia" de Bagrationi Vakhushty (Príncipe Vakhusht Bagrationi).
Sin embargo no fue sino hasta el siglo XVIII que la glaciología se empieza a gestar como disciplina. Esto se debió a una combinación de factores como los grandes viajes de exploración a zonas polares y también a la existencia de una nueva clase alta europea que solía viajar y vacacionar en los Alpes. El resultado de ambos intereses fue el desarrollo de un interés científico por la naturaleza del hielo y de la nieve. El desarrollo de la glaciología está, desde sus orígenes, muy emparentado con el de la geografía glacial. Vital importancia tienen los trabajos de quien es considerado el padre de la glaciología, el patriarca de la geografía rusa; Mijaíl Lomonósov quien a mediados del siglo XVIII es enviado por el almirantazgo ruso en diferentes oportunidades a realizar relevamientos geográficos en la zona del ártico siberiano.
En 1763 publica su obra titulada “Breve Descripción de las Diferentes Travesías en los Mares del Norte y Demostración de la Posibilidad de Llegar a las Indias Orientales Atravesando el Océano Siberiano” donde propone una ley general de los movimientos de los hielos, de los cuales proporciona una clasificación que todavía rige en lo básico. Continuando el legado de Lomonosov fue la escuela geográfica rusa con su visión integradora la que continuó en la investigación de los hielos. El primer trabajo científico sobre glaciología fue el libro de Horace-Bénédict de Saussure "Voyages dans les Alpes" (1779-96), en el que ya se analizaban el flujo de hielo y las avalanchas.
Mucho después se sumaron investigaciones importantes de otras partes del mundo como fueron la del suizo Ignaz Venetz, la teoría glacial de Agassiz y las que impulsó la contrastación de la teoría del ciclo geográfico de William Morris Davis con el modelado de la geografía glacial. La "cuna de la glaciología" estuvo en el glaciar Unteraar, uno de los glaciares más grandes de Suiza y que se encuentra en el Oberland bernés.Allí, el geólogo Franz Joseph Hugi realizó sus primeros estudios. En 1840, Louis Agassiz estableció la primera "estación de investigación" bajo un peñasco, el Hotel des Neuchatelois. Desde hace más de cien años se recopila documentación sobre las condiciones de los distintos glaciares de los Alpes.
En 1891, el DuOeAV inició la investigación de glaciares, de la que surgió el actual servicio de medición de glaciares ÖAV. Su trabajo se centra en la medición de la longitud.
La glaciología propiamente dicha nace a principios del siglo XX, especialmente con los trabajos de británicos e italianos pero tomó énfasis a partir del final de la Segunda Guerra Mundial, a causa de los desarrollos tecnológicos y también de las actividades bélicas en zonas polares y de tundra, que exigían conocimiento de la geografía del terreno. El 21 de agosto de 1902, los investigadores de glaciares Adolf Blümcke y Hans Hess consiguieron perforar por primera vez, tras muchos intentos fallidos, un pozo de 153 m de profundidad hasta el fondo del glaciar en el Hintereisferner en Ötztal. Los costes de la empresa, que ascendieron a varios miles de marcos, corrieron a cargo de la Asociación Alpina Alemana y Austriaca.
Los precursores, son numerosos.
- 1703: Johann Heinrich Hottinger publica la Descriptio montium glacialium Helveticorum, en la que cuestiona el origen y los movimientos de las montañas de hielo.
- 1706: Johann Jakob Scheuchzer publica "La historia natural de Suiza", en la que estudia científicamente los glaciares alpinos.
- 1779: Horace-Bénédict de Saussure (1740-1799) publica Voyage dans les Alpes, sube al Mont Blanc en 1787 con instrumentos científicos y mide su altura; impone la palabra glaciar en lugar de glacière.
- 1821: Ignace Venetz (1788-1859) convence a Jean de Charpentier (1786-1855) de que los Bloques Erráticos fueron transportados durante "climas glaciares".
- 1837: Karl Friedrich Schimper introduce el término "Edad de Hielo".
- 1840: Louis Agassiz (1807-1873) retoma el estudio y publica Étude sur les glaciers (después de haber sido el primero, en 1837, en proponer científicamente la existencia de una edad de hielo). También es la fecha en que Jules Dumont d'Urville llegó a la Tierra de Adelia y James Clark Ross pasó por una inmensa barrera de hielo, el Mar de Ross, la Cordillera Antártica y dos volcanes: el Monte Erebus en actividad y el Monte Terror extinto.
- 1881: François-Alphonse Forel publica el primer Estudio sistemático de los lechos de hielo.

## Tipos de glaciares

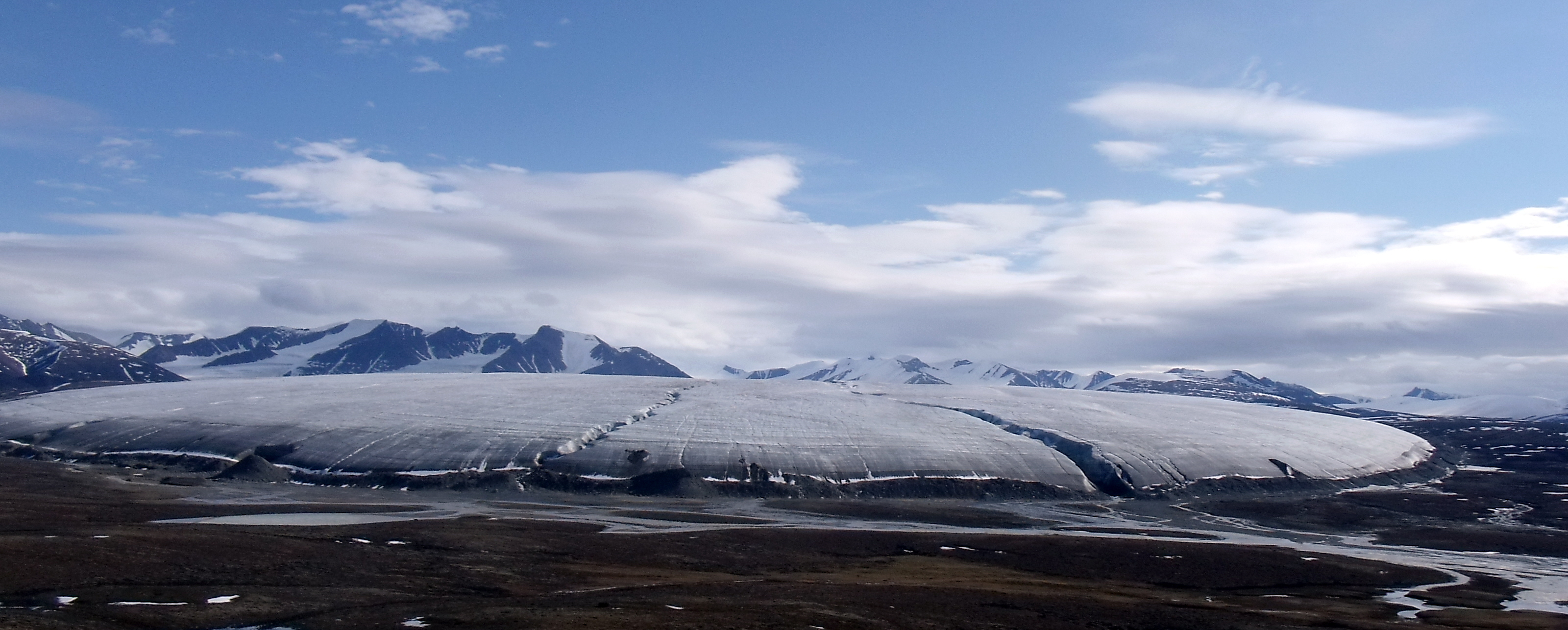
Un glaciar de la Isla Bylot, Parque Nacional Sirmilik, Nunavut. Este glaciar de montaña es uno de los muchos que descienden de la capa de hielo interior en la cima de las montañas Byam Martin.

Los glaciares pueden identificarse por su geometría y la relación con la topografía circundante. Existen dos categorías generales de glaciación que los glaciólogos distinguen: la glaciación alpina, acumulaciones o "ríos de hielo" confinados en los valles; y la glaciación continental, acumulaciones sin restricciones que en su día cubrieron gran parte de los continentes del norte.
- Glaciar alpino: el hielo fluye por los valles de las zonas montañosas y forma una lengua de hielo que se desplaza hacia las llanuras de abajo. Los glaciares alpinos tienden a hacer más accidentada la topografía añadiendo y mejorando la escala de los rasgos existentes. Entre ellos se encuentran los grandes barrancos denominados circo y los arête, que son crestas donde se unen los bordes de dos circos.
- Glaciar continental: una capa de hielo que se encuentra hoy en día, sólo en latitudes altas (Groenlandia/Antártida), de miles de kilómetros cuadrados de superficie y miles de metros de espesor. Estos tienden a suavizar los paisajes.

## Desplazamiento

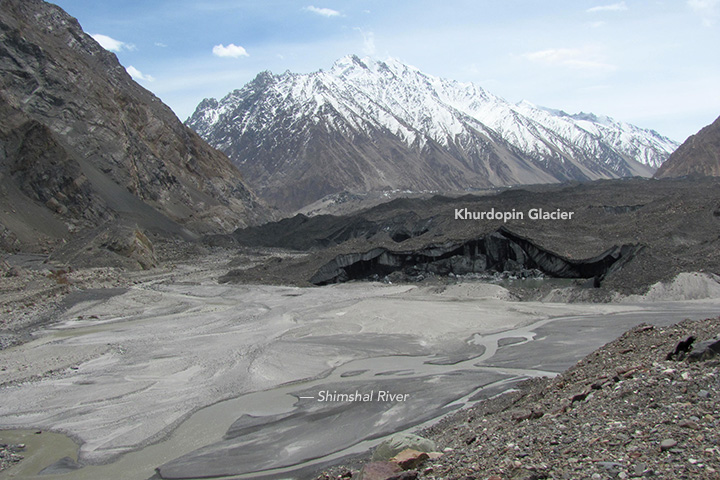
Glaciar Khurdopin y río Shimshal, Gilgit-Baltistán, norte de Pakistán 2017. Varios glaciares desembocan en el valle del Shimshal, y son propensos a bloquear el río. El glaciar Khurdopin se desbordó en 2016-17, creando un lago de tamaño considerable.

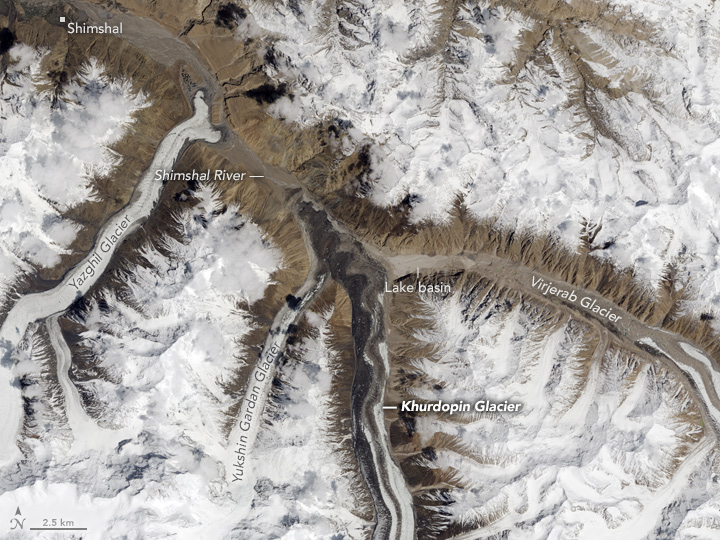
Glaciares del valle de Shimsal vistos desde el espacio, 13 de mayo de 2017. El glaciar Khurdopin ha represado el río Shimshal, formando un lago glaciar. El río ha empezado a labrarse un camino a través de la punta del glaciar. A principios de agosto de 2017, el lago se había desecado por completo.

Cuando un glaciar experimenta una entrada de acumulación por precipitación (nieve o lluvia de recongelación) que supera la salida por ablación, el glaciar muestra un balance de masa glaciar positivo y avanzará. Por el contrario, si la pérdida de volumen (por evaporación, sublimación, fusión y calving) supera a la acumulación, el glaciar presenta un balance de masa glaciar negativo y retrocederá. Cuando el volumen aportado al glaciar por las precipitaciones es equivalente al volumen de hielo perdido por el parto, la evaporación y el deshielo, el glaciar se encuentra en estado estacionario.
Algunos glaciares muestran periodos en los que el glaciar avanza a un ritmo extremo, normalmente 100 veces más rápido de lo que se considera normal. Los periodos de oleaje pueden producirse con un intervalo de 10 a 15 años, por ejemplo en Svalbard. Esto se debe principalmente a un periodo de acumulación de larga duración en glaciares subpolares congelados hasta el suelo en la zona de acumulación. Cuando la tensión debida al volumen adicional en la zona de acumulación aumenta, puede alcanzarse el punto de fusión por presión del hielo en su base, el hielo glaciar basal se derretirá y el glaciar surgirá sobre una película de agua de deshielo.

### Velocidad de desplazamiento
El movimiento de los glaciares suele ser lento. Su velocidad varía de unos pocos centímetros a unos pocos metros por día. La velocidad de movimiento depende de los factores que se indican a continuación:
- Temperatura del hielo. Un glaciar polar muestra hielo frío con temperaturas muy por debajo del punto de congelación desde su superficie hasta su base. Está congelado hasta su lecho. Un glaciar templado se encuentra a una temperatura de punto de fusión durante todo el año, desde su superficie hasta su base. Esto permite que el glaciar se deslice sobre una fina capa de agua de deshielo. La mayoría de los glaciares de las regiones alpinas son glaciares templados.
- Gradiente de la pendiente.
- Espesor del glaciar[10]
- Dinámica del agua subglacial

## Depósitos glaciares

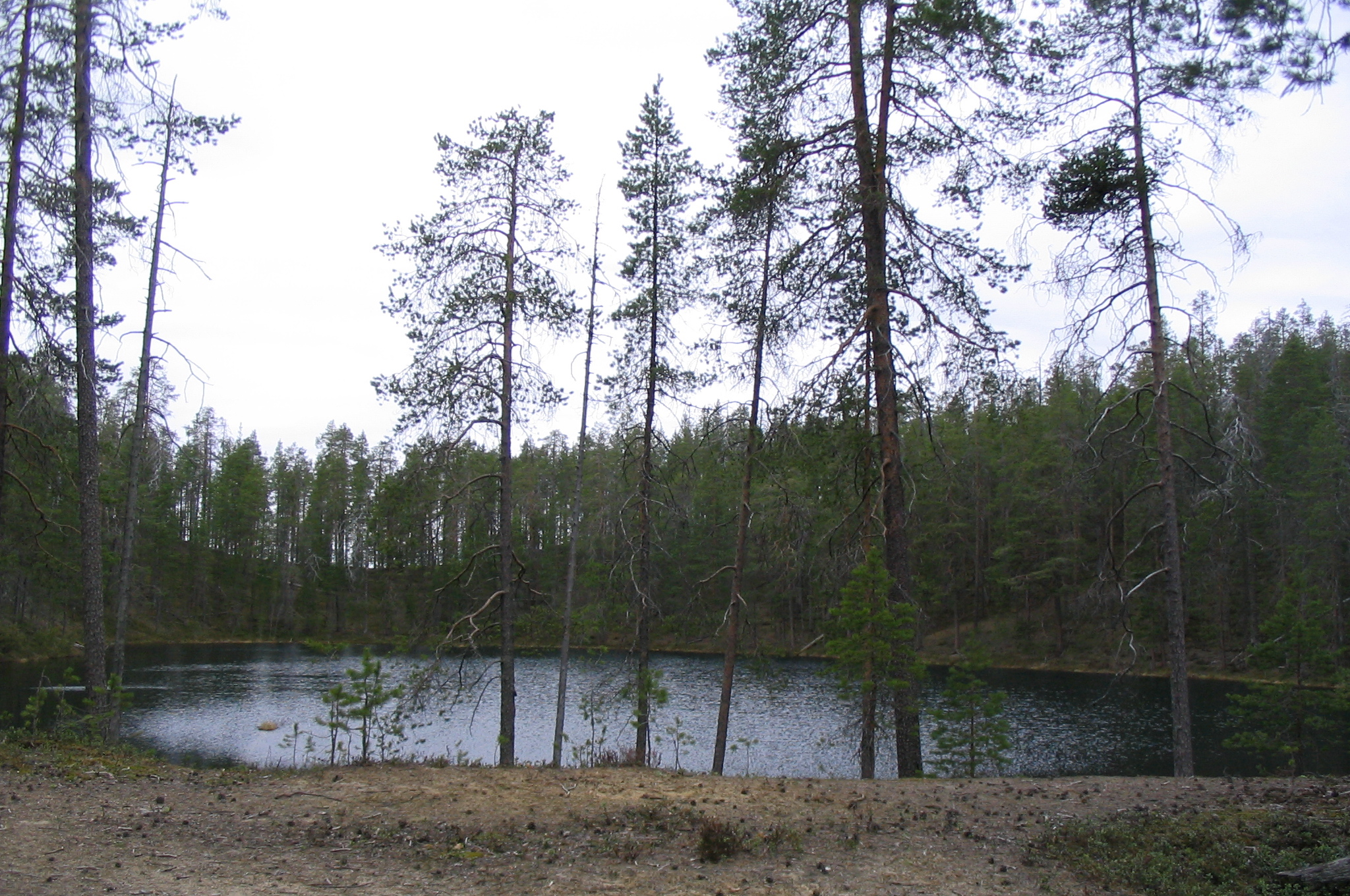
Un estanque en Hossa, municipio de Suomussalmi, Finlandia.

A su paso los glaciares dejan depósitos del material que arrastran y también trnansforman el entorno modificando la geografía. Estos accidentes geográficos pueden tomar distintas formas:

### Estratificado
Sandurdepósito de arena/grava fina en planicies, proviene del frente de los glaciares, se encuentra en una llanura.
KettlesCuando un bloqueo de hielo estancado deja una depresión o fosa.
Eskerscrestas escarpadas de grava/arena, posiblemente causadas por arroyos que corren bajo el hielo estancado.
KamesLa deriva estratificada forma colinas bajas y escarpadas.
VarvasAlternancia de lechos sedimentarios finos (gruesos y finos) de un lago proglaciar. Los de verano depositan más material y más grueso y los de invierno, menos y más fino.

### Sin estratificar

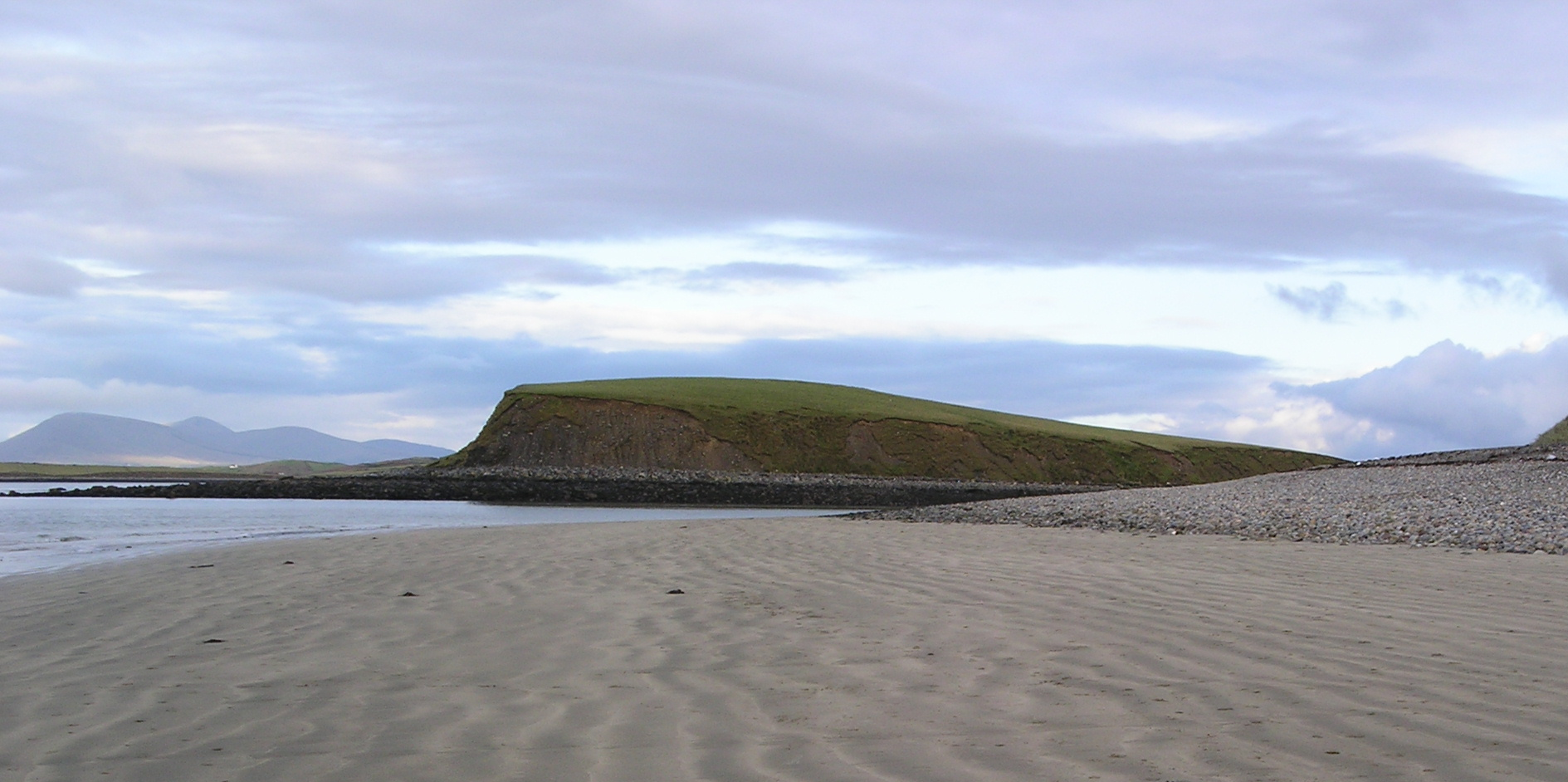
Drumlin en Clew Bay, Irlanda.

Till-sin clasificartúmulos de sedimentos variados de origen glaciar mezcla de arenas y cantos rodados) depositados por glaciares en retroceso/avance, formando morrenas y drumlins.
Morrenas(Terminal) material depositado en el extremo; (suelo) material depositado al derretirse el glaciar; (lateral) material depositado a lo largo de los lados.
DrumlinsColinas lisas y alargadas compuestas de till.
Morrenas acanaladasGrandes colinas subglaciares alargadas transversales al antiguo flujo de hielo.

## Curiosidades
- Durante la última era de hielo, los glaciares cubrieron 1/3 del planeta.
- 68,7% del agua dulce del planeta está concentrada en los glaciares y capas de hielo.
- El hielo glaciar cubre 10% de la superficie del planeta.
- La Antártida contiene 90% del hielo del planeta.
- La capa de hielo más gruesa descubierta en la Antártida mide 4,770 m de grosor.
- Groenlandia está cubierta por 2.5 millones de kilómetros cúbicos de hielo.
- La muestra de hielo más antigua data de 750,000 años.
- Si todos los glaciares se derritieran simultáneamente, el nivel del mar se elevaría 70 metros.
- Cada año ocurren en el mundo un millón de avalanchas de nieve.
- La temperatura más baja registrada en la Antártida fue de -89.6 °C.